# أوريليا هنري راينهارد
أوريليا هنري راينهارد (بالإنجليزية: Aurelia Henry Reinhardt) هي مترجمة أمريكية، ولدت في 1 أبريل 1877 في سان فرانسيسكو في الولايات المتحدة، وتوفيت في 28 يناير 1948 في بالو ألتو في الولايات المتحدة بسبب مرض قلبي وعائي.